# 스즈키 호나미
스즈키 호나미(鈴木保奈美, 1966년 8월 14일 ~ )는 일본의 배우이다. 현재는 Arrival에 소속이다. 대표작으로 《도쿄러브스토리》, 《사랑이라는 이름으로》가 있다.

## 인물 내력
1984년 제9회 호리 프로 탤런트 스카우트 캠페인에 응모하여 심사위원상을 타고, 이것을 계기로 연예계에 데뷔하였다.
1991년에 주연 아카나 리카 역을 연기했던 《도쿄 러브스토리》가 크게 성공하였다. "월요일 밤 거리에 여자가 사라졌다"는 말이 돌았고, 이것이 사회현상으로까지 번질 정도의 인기를 모았는데, 여기서 스즈키 호나미는 여주인공 '아카나 리카' 역으로 일약 인기 배우가 된다.
1994년에 F1 해설자인 카와이 카즈히토와 결혼하지만 1997년에 이혼하였다. 그리고 1998년, 전 남편의 친구이기도 한 지금의 남편 이시바시 타카아키(톤네루즈)와 임신 3개월을 발표하며 재혼하고, 연예계 은퇴 발표를 한 후 3녀를 낳고 주부로 살았다.
그로부터 10년이 지난 2008년 12월 4일, 남편의 회사인 Arrival에 들어가 서서히 연예활동을 재개할 것을 발표하였다.
2011년에 방송될 NHK 대하드라마 《고우~공주들의 전국~》으로 배우로의 복귀가 정해졌다.

## 이야깃거리
- 배우 에구치 요스케와 교제하기도 했다.
- 요코하마 베이스타스의 열렬한 팬으로 원래 요미우리 자이언츠 팬이었던 남편 이시바시 타카아키를 요코하마 팬으로 만들어 버릴 정도이다.

## 주요 출연작

### TV 드라마
- 라디오 빙빙 이야기 (1987)
- 가슴에 불을 붙여! (1989)
- 시라토리 레이코입니다! (1989)
- 사랑의 파라다이스 (1990)
- 도쿄 러브스토리 (1991)
- 사랑이라는 이름으로 (1992)
- 이세상의 끝 (1994)
- 연인이여 (1995)
- 후루하타 닌자부로 23화 (1996)
- 총리라고 부르지마 (1997)
- 뉴스의 여자 (1998）
- 고우~공주들의 전국~ (2011)
- 가족 게임 (2013)
- 방랑의 미식가 (2017)

### 영화
- 미스터리라 하지 말지어다 (2023) - 카리아츠마리 나나에 역